# Wouter van Twiller
Wouter van Twiller (22 de mayo de 1606 – enterrado el 29 de agosto de 1654) fue un empleado de la Compañía Neerlandesa de las Indias Occidentales y el cuarto Director de Nuevos Países Bajos. Gobernó desde 1632 hasta 1638. Durante su gobierno hubo prosperidad en la colonia. Pudo expulsar la invasión de los colonos ingleses en el rio Delaware, pero no en el rio Connecticut. Tuvo problemas con el fiscal, al cual expulsó. El fiscal volvió a Ámsterdam e inicio los trámites que llevarían a la su destitución. Fue reemplazado por Willem Kieft. Murió en Ámsterdam.

## Vida y carrera
Van Twiller nació en Nijkerk, hijo de Ryckaert y Maria van Rensselaer van Twiller. Kiliaen van Rensselaer era su tío materno.
La Compañía Neerlandesa de las Indias Occidentales (WIC) lo eligió como el nuevo director general de los Nuevos Países Bajos. Fue designado para el puesto porque había realizado dos viajes a la colonia de Nuevos Países Bajos, había sido empleado en el almacén de la WIC en Ámsterdam durante casi cinco años, También influyó influencia su tío Kiliaen van Rensselaer en la elección. Rensselaer aprovechó su viaje para recibir de ganado a Rensselaerswijck, su propiedad colonial en el río Hudson.
Zarpó hacia Nueva Ámsterdam en el barco De Soutberg en 1633.
En medio de una cantidad considerable de tierra y propiedades, incluidas las islas conocidas en la actualidad como Roosevelt Island y Randalls and Wards Islands, Van Twiller compró 'Noten Eylant', lugar del primer asentamiento neerlandés. de una tribu de indios canarsee por dos cabezas de hacha, un collar de cuentas y unos clavos de hierro. Mientras estaba en el cargo, los colonos de Nueva Inglaterra ocuparon el valle de Connecticut y no pudo expulsarlos. Pudo defender el territorio neerlandés en el valle de Delaware, donde sus soldados capturaron un barco lleno de colonos de Virginia y expulsaron a los soldados que habían tomado Fort Nassau.
Van Twiller aumentó la prosperidad de la colonia y aumentó su fortuna privada.
Tuvo problemas con el schout (fiscal) Lubbert van Dincklagen, quien criticó su gestión de Nuevos Países Bajos. El Director expulsó a Van Dincklagen, y se negó a pagarle los salarios atrasados. De vuelta en Ámsterdam, Van Dincklagen llamó la atención de los directores de la empresa sobre la situación. Su informe fue confirmado por el Capitán David Pietersz. de Vries y Van Twiller fue destituido de su cargo en el verano de 1637.
Para suceder a Van Twiller como director general, la Compañía Neerlandesa de las Indias Occidentales envió a Willem Kieft en septiembre de 1637. Posteriormente, Van Twiller regresó a los Países Bajos y asumió la tutela de Johannes, el hijo mayor de Killian van Rensselaer, tras la muerte de ese patroon en 1644. Murió en Ámsterdam.